# Јерменија на Светском првенству у атлетици у дворани 2014.
Јерменија је учествовала на Светском првенству у атлетици у дворани 2014. одржаном у Сопоту од 7. до 9. марта дванаести пут. Репрезентацију Јерменије представљао је један атлетичар, који се такмичио у скоку удаљ.
На овом првенству Јерменија није освојила ниједну медаљу. Није било нових националних, личних и рекорда сезоне.

## Учесници
Мушкарци:
- Арсен Саргсјан — Скок удаљ

## Резултати

### Мушкарци
| Атлетичар      | Дисциплина | Лични рекорд | Квалификација | Квалификација | Финале               | Финале  | Детаљи |
| Атлетичар      | Дисциплина | Лични рекорд | Резултат      | Место         | Резултат             | Место   | Детаљи |
| -------------- | ---------- | ------------ | ------------- | ------------- | -------------------- | ------- | ------ |
| Арсен Саргсјан | Скок удаљ  | 7,93         | 7,39          | 17            | Није се квалификовао | 17 / 17 |        |